# Ушмаев, Николай Павлович
Никола́й Па́влович Ушма́ев (род. 13 мая 1946) — советский спортсмен, один из наиболее известных спортсменов в классическом парашютизме. Двукратный абсолютный чемпион мира по парашютному спорту (1974, 1980), заслуженный мастер спорта СССР (1974).

## Биография
Занятия парашютным спортом начал в кружке Ставропольской средней школы № 9.
Начал выступать в официальных соревнованиях за Грузинскую ССР, проходя армейскую службу в Тбилиси. Был инициатором освоения параплана в СССР.
На 1997 год был двукратным абсолютным чемпионом мира, трёхкратным — СССР, совершил более 11 000 прыжков и установил 32 мировых рекорда.
Ушмаев жил в Ставрополе, работал в местном аэроклубе. Впоследствии вместе с женой Людмилой переехал жить к детям и внукам в США